# Futuridium EP
A Futuridium EP (vagy más néven Futuridium Extended Play) független fejlesztésű shoot ’em up videójáték, melyet az olasz MixedBag fejlesztett Windows, OS X, Linux és iOS platformokra. A játék 2013. július 15-én jelent meg Windowsra és OS X-re a Desura és a Mac App Store digitális terjesztési platformokon keresztül, melyet 2013. július 18-án egy iOS-verzió követett. A játéknak egy feljavított átirata is megjelent Futuridium EP Deluxe címmel 2014. szeptember 30-án Észak-Amerikában és 2014. október 1-jén Európában PlayStation 4 és PlayStation Vita konzolokra.
A játék alapkoncepcióját az Uridium című Commodore 64-játék, illetve a Star Fox sorozat inspirálta.

## Fogadtatás
| Összegzőoldal | Értékelés                    |
| ------------- | ---------------------------- |
| GameRankings  | 75% (PSVITA) 70% (PS4)       |
| Metacritic    | 74/100 (PS4) 65/100 (PSVITA) |

| Szerző | Értékelés |
| ------ | --------- |
| IGN    | 8/10      |

A Futuridium EP vegyestől pozitív értékeléseket kapott megjelenésekor. A PlayStation Vita-változat 75%-on, míg a PlayStation 4-változat 70%-on áll a GameRankings gyűjtőoldalon. A Metacriticen a PlayStation 4 és a Vita-verzió 74/100-as, illetve 65/100-as pontszámon áll. Az IGN mindkét változatot 8/10-es értékeléssel jutalmazta.